# Província d'Imperia
La província d'Imperia  és una província que forma part de la regió de Ligúria dins Itàlia. La seva capital és Imperia.
Limita al nord amb el Piemont (província de Cuneo), a l'est amb la província de Savona, a l'oest amb França (departament d'Alps Marítims, a la regió de Provença-Alps-Costa Blava), al sud amb el mar Lígur.
Té una àrea de 1.154,78 km², i una població total de 214.878 hab. (2016). Hi ha 67 municipis a la província.